# Kampioenschap van Vlaanderen 1973
Il Kampioenschap van Vlaanderen 1973, cinquantottesima edizione della corsa, si svolse il 13 settembre 1973 su un percorso di 105 km, con partenza e arrivo a Koolskamp. Fu vinto dal belga Herman Vrijders della Ijsboerke-Bertin davanti ai suoi connazionali José Vanackere e Jos Spruyt.

## Ordine d'arrivo (Top 10)
| Pos. | Corridore              | Squadra                    | Tempo    |
| ---- | ---------------------- | -------------------------- | -------- |
| 1    | Herman Vrijders        | Ijsboerke-Bertin           | 2h41'00" |
| 2    | José Vanackere         | Novy-Romy Pils-Total       | a 5"     |
| 3    | Jos Spruyt             | Molteni                    | a 7"     |
| 4    | Albert Van Vlierberghe | Rokado-de Gribaldy         | a 10"    |
| 5    | Jos Huysmans           | Molteni                    | s.t.     |
| 6    | Ronny Vanmarcke        | Flandria-Carpenter-Shimano | s.t.     |
| 7    | José De Cauwer         | Sonolor                    | s.t.     |
| 8    | Karel Rottiers         | Molteni                    | s.t.     |
| 9    | Omer Meeus             | Hertekamp                  | s.t.     |
| 10   | Jacky Coene            | Watney-Maes Pils           | s.t.     |